# Rectartemon depressus
Rectartemon depressus é uma espécie carnívora neotropical de gastrópode  da família Streptaxidae, classificada por Heynemann em 1868. Este caracol terrestre é habitante da região Sul e Sudeste do Brasil e no Uruguai e Colômbia. É considerada uma espécie vulnerável, constando na Lista das Espécies da Fauna Ameaçadas de Extinção no Rio Grande do Sul e no Livro Vermelho da Fauna Brasileira Ameaçada de Extinção. É um predador que caça de Platyhelminthes terrestres ao caracol Bradybaena similaris.

## Descrição e hábitos
A concha de Rectartemon depressus atinge de um a 2.2 centímetros de largura, sendo esta uma espécie de formato discoidal e de laterais arredondadas. Suas linhas de crescimento são irregulares e bem visíveis em sua espiral. Vistas por baixo, apresentam umbílico visível. O seu animal possui uma coloração que vai do amarelo ao laranja. Esta espécie tem hábito carnívoro e predador, contendo uma grande variedade de Turbellaria terrestres e outros Gastropoda em sua dieta.

## Distribuição geográfica
Rectartemon depressus é uma espécie nativa da América do Sul. No sudeste e sul do Brasil, na Colômbia e Uruguai.